# قفزة الطريق
اختصار الطريق أو قفزة الطريق (كيفيتسات هاديراك (بالعبرية: קְפִיצַת הַדֶּרֶךְ‏) ) هو مصطلح عبري يستخدم في المصادر اليهودية، للإشارة إلى السفر المعجزي بين مكانين بعيدين في وقت قصير.

## في المصادر اليهودية
أول إشارة في التوراة إلى "كيفيتسات هاديراك" كانت في قصة إليعازر ، خادم إبراهيم ؛ الذي سافر للبحث عن زوجة لإسحق من بين عائلة إبراهيم، حيث وجد في النهاية رفقة ورحل معها (سفر التكوين، 24: 42). عندما يتحدث أليعازر إلى بتوئيل و لابان ، والد وشقيق رفقة، يقول:
" فجئت اليوم الى العين وقلت ايها الرب اله سيدي ابراهيم ان كنت تنجح طريقي الذي انا سالك فيه".
يذكر راشي أن استخدام "جئت اليوم " يشير إلى أن "اليوم بدأت رحلتي واليوم وصلت إلى هنا. ومن ثم يمكننا أن نستنتج أن الأرض (الطريق) تقلصت بالنسبة له (أي أن الرحلة اختصرت بطريقة معجزية)".
ويستخدم العبارة الحرفية "كيفيتسات هاديراك" (קפיצת הדרך) للإشارة إلى هذه الظاهرة.
يذكر التلمود العديد من القصص التوراتية التي يدعي أنها حدثت فيها قفزة الطريق. 
ويذكر التلمود البابلي أن المنجمين قالوا لسنحاريب :
<<قال المنجمون لسنحاريب: إن ذهبتَ الآن وغلبتهم ستنتصر على الشعب اليهودي، وإن لم تفعل فلن تنتصر على الشعب اليهودي.
وتروي الجمارا: سار وقطع في يومٍ واحدٍ طريقًا يجب أن يُسير فيه عشرة أيامٍ ليقطعه>>
– سنهدرين 95أ:3
يحكي تلمود القدس قصة مزارع تمكن من السفر من إسرائيل إلى بابل في يوم واحد، بعد أن طارد ثوره الهارب.

<<ان رجل يحرث. ففرت بقَرَته أمامه وبدأت تجري. فركض وركض خلفها حتى وجد نفسه في بابل. سألوه: متى غادرت؟ فأجاب: اليوم. سألوه: من أي طريق أتيت؟ فأجابهم: بهذا الطريق. قال لهم: تعالوا، سأريكم. خرج ليريهم، ولم يعُد يعرف الطريق.>>
معشر شاني 5:2
عندما انتشرت إشاعات عن استخدام نتروناي بن هيلاي لـ"كيفيتسات هاديراك" للسفر من بابل إلى فرنسا والعودة، رفض هاي بن شيريرا هذا الاحتمال، واقترح بدلاً من ذلك أن أحد المنتحلين ربما ادعى أنه نتروناي. 
في القصص المبكرة للحركة الحسيدية ، يُنسب إلى الحاخامات العاملين بالعجائب القدرة على الوصول إلى وجهات بسرعة غير طبيعية. 

## في أعمال عجنون
يدمج شموئيل يوسف عجنون ، الكاتب الإسرائيلي الحائز على جائزة نوبل للآداب عام 1966، هذه الظاهرة في بعض مؤامراته. في قصة أجنون المستندة إلى إحدى الحكايات الشعبية الحسيدية المذكورة أعلاه، يُمنح حاخام صالح هدية كيفيتسات هاديراك ويستخدمها "للقفز" إلى خزائن إمبراطورية هابسبورغ ، ويأخذ أكياسًا مليئة بالعملات الذهبية التي تم سكها حديثًا، ويقفز مرة أخرى إلى بلدته ، دون أن يلاحظه أحد. ويستخدم المال لمساعدة اليهود الفقراء أو المضطهدين، وتشير القصة إلى أن السلطة سوف تُنزع منه إذا أخذ أيًا من الذهب لنفسه.
وفي وقت لاحق، عندما يخطط الإمبراطور لإصدار مراسيم ضارة باليهود، يستخدم الحاخام قوته في "كيفيتسات هاديراك" من أجل القفز إلى غرفة الاستقبال وضرب الإمبراطور بعصاه - وهو أمر مرئي (وملموس) للإمبراطور نفسه، ولكنه غير مرئي لمستشاريه وحراسه.

## في الخيال العلمي

### كثيبفرانك هربرت
من المرجح أن يكون مفهوم روائي الخيال العلمي فرانك هربرت للمسيح ، " كويزاتس هاديراك " أو "تقصير المسار"، متطابقًا مع مفهوم "كيفيتسات هاديراك"، "تقصير المسار". 
يستخدم إيمانويل لوتيم في ترجمته لرواية الكثيب إلى العبرية الحديثة عام 1989 هذين المفهومين بالتبادل.[بحاجة لمصدر]
في حين يبدو أن فرانك هربرت يستخدم المصطلح للإشارة إلى المسيح نفسه، فإن المسار الذهبي ، وهو نقطة مؤامرة رئيسية في الكتب اللاحقة من الامتياز، والغرض من كويزاتس هاديراك (توجيه البشرية على المسار الذهبي، وبالتالي "تقصير المسار" الذي يجب على البشرية اتخاذه من أجل البقاء على المدى الطويل) قد يكون السبب في اختياره لاستخدام المصطلح.

### Railheadلفيليب ريف
في ثلاثية Railhead ، قدم المؤلف فيليب ريف في مجال الخيال العلمي نظام سكة حديدية بين النجوم عبر المجرات، وهو نظام "K-Bahn" الذي يعتمد على شبكة من بوابات 'K'، وهي بوابات تشبه البوابة تستخدم فضاء غير بعدي لتحقيق الوصول الفوري بعد المغادرة، وبالتالي "تقصير الطريق". كما هو موضح في رواية Railhead نفسها، فإن الحرف "K" في هذه المصطلحات يرمز إلى "كيفيتسات هاديراك"، والذي يشار إليه كتعبير في "إحدى لغات الأرض القديمة".